# Chvatěruby (stacja kolejowa)
Chvatěruby – stacja kolejowa w miejscowości Chvatěruby, w kraju środkowoczeskim, w Czechach. Znajduje się na wysokości 185 m n.p.m..
Jest zarządzana przez Správę železnic. Na stacji nie ma możliwości zakupu biletów, a obsługa podróżnych odbywa się w pociągu. 

## Linie kolejowe
- 092 Neratovice – Kralupy nad Vltavou